# 담양군 (왕족)
담양군 이거(潭陽君 李璖, 1439년 1월 31일(음력 1월 8일) ~ 1450년 4월 30일(음력 3월 10일))는 조선의 왕족으로 세종의 서10남으로 18남이자 막내아들이며 어머니는 신빈 김씨이고 시호는 회간(懷簡)이다.
그는 중추원부사 남경우(南景佑)의 딸과 약혼했지만 혼례를 치르기 전에 사망하여, 상복을 입느냐 여부를 놓고 논란이 벌어지기도 했다.

## 생애
7세 때인 1445년 담양정(潭陽正)에 책봉되었고, 1447년에 담양군(潭陽君)에 진책되었다. 3년이 지난 1450년 3월 10일에 향년 12세로 별세하였다.
그는 남경우의 딸 사이에 혼담이 오가고 약혼하였으나, 담양군 이거가 결혼 직전인 1450년 3월 갑자기 죽게 되어 결혼은 취소되었다.
이때 그가 남경우의 딸과 이미 약혼한 것을 두고, 상복을 입느냐 마느냐 논쟁이 벌어졌다. 담양군은 사망 직전 남경우의 딸과 약혼했고, 이 때문에 조정에서는 신랑이 신부 집에 가서 혼인을 청하는 납채(納采)를 하기 전에 신랑이 죽었기 때문에, 담양군의 약혼자가 상복을 입어야 하는가를 두고 논쟁이 벌어졌다. 예조에서 남경우의 딸은 이미 납채(納采), 납폐(納幣), 친영(親迎)의 날까지 정하였으니, 성혼(成婚)의 예절과 같이 당연히 상복(喪服)을 입어야 한다고 주장하였다. 그러나 공조 판서 정인지(鄭麟趾)는 이존의 제도와 주자(朱子)의 가례(家禮)를 인용하여 상복을 입지 않아도 괜찮다고 주장하였다. 문종은 남경우의 딸이 다른 사람과 혼인하는 것을 허락하였다. 담양군 이거와 약혼했던 남경우의 딸은 뒤에 소헌왕후의 친정아버지 심온(深溫)의 증손자 심미(深湄)와 혼인하였다.
자녀가 없어서 문종의 명으로 진안대군의 증손자인 강음령 이은생(江陰令 李銀生)이 상주(喪主)가 되었다. 강음령은 뒤에 가음령(嘉音令)으로 개봉되고 가음정(嘉音正)으로 승진하였지만 그의 양자가 되지는 않았다. 양자는 그의 동복 친형 계양군 증 (桂陽君 璔)의 둘째 아들 강양군 숙 (江陽君 潚)을 사후양자로 하였다.

## 태봉과 묘소
- 태봉은 경상도 성주 북쪽 30리 선석산(禪石山)에 모셨다.
- 묘소는 경기도 파주시 파평면 금파리 파평산 서쪽 기슭 을좌이다.

## 가족 관계
- 부 : 세종(世宗)
- 모 : 신빈 김씨(愼嬪 金氏)
  - 형 : 계양군 증 (桂陽君 璔, 1427년-1464년)
  - 형 : 의창군 공 (義昌君 玒, 1428년-1460년)
  - 형 : 밀성군 침 (密城君 琛, 1430년-1479년)
  - 형 : 익현군 연 (翼峴君 璭, 1431년-1463년)
  - 형 : 영해군 당 (寧海君 瑭, 1435년-1477년)
    - 양자 : 강양군 숙 (江陽君 潚) → 계양군의 둘째 아들

## 같이 보기
- 남경우
- 계양군